# Tindouf (provincie)
Tindouf is een provincie (wilaya) van Algerije. Tindouf telt 49.149 inwoners (het kleinste aantal van de Algerijnse provincies) op een oppervlakte van 159.000 km². De hoofdstad van de provincie is de gelijknamige stad Tindouf. De provincie is de westelijkste provincie van het land en grenst aan Mauritanië en Marokko. In Tindouf wordt veel ijzererts gewonnen.
De provincie telt één district, dat is onderverdeeld in twee gemeentes.
Adrar ·
Aïn Defla ·
Aïn Témouchent ·
Algiers ·
Annaba ·
Batna ·
Béchar ·
Béjaïa ·
Biskra ·
Blida ·
Bordj Bou Arréridj ·
Bouira ·
Boumerdès ·
Chlef ·
Constantine ·
Djelfa ·
El Bayadh ·
El Oued ·
El Tarf ·
Ghardaïa ·
Guelma ·
Illizi ·
Jijel ·
Khenchela ·
Laghouat ·
Médéa ·
Mila ·
Mostaganem ·
M'Sila ·
Mascara ·
Naama ·
Oran ·
Ouargla ·
Oum el-Bouaghi ·
Relizane ·
Saïda ·
Sétif ·
Sidi-bel-Abbès ·
Skikda ·
Souk Ahras ·
Tamanrasset ·
Tébessa ·
Tiaret ·
Tindouf ·
Tipaza ·
Tissemsilt ·
Tizi Ouzou ·
Tlemcen